# Гідрофізика
Гідрофі́зика (рос. гидрофизика, англ. hydrophysics, нім. Hydrophysik f) — розділ гідрології та геофізики, що вивчає фізико-механічні та інші властивості води і фізичні процеси, які відбуваються у гідросфері.
Гідрофізика вивчає:
- молекулярний склад води в усіх її станах (рідкий, твердий, газоподібний;
- фізичні властивості води, снігу, льоду: теплові (теплопровідність, теплоємність), радіаційні, електричні, радіоактивні, акустичні, механічні;
- процеси, що відбуваються у водотоках та водоймах: динамічні (течії, хвилі, припливи та відпливи), термічні (охолодження та нагрівання водойм, випаровування і конденсація, танення льоду та снігу), розповсюдження та поглинання світла в товщі води, снігу та льоду.

Гідрофізику поділяють на фізику моря і фізику вод суходолу.